# Yusuke Matsuo
Yusuke Matsuo (松尾 佑介 Matsuo Yusuke?), född 23 juli 1997 i Saitama prefektur, är en japansk fotbollsspelare.
Matsuo började sin karriär 2019 i Yokohama FC.